# Peronomyrmex
Peronomyrmex is een geslacht van mieren uit de onderfamilie van de Myrmicinae (Knoopmieren).

## Soorten
- P. bartoni Shattuck & Hinkley, 2002
- P. greavesi Shattuck, 2006
- P. overbecki Viehmeyer, 1922